# Léxico del español

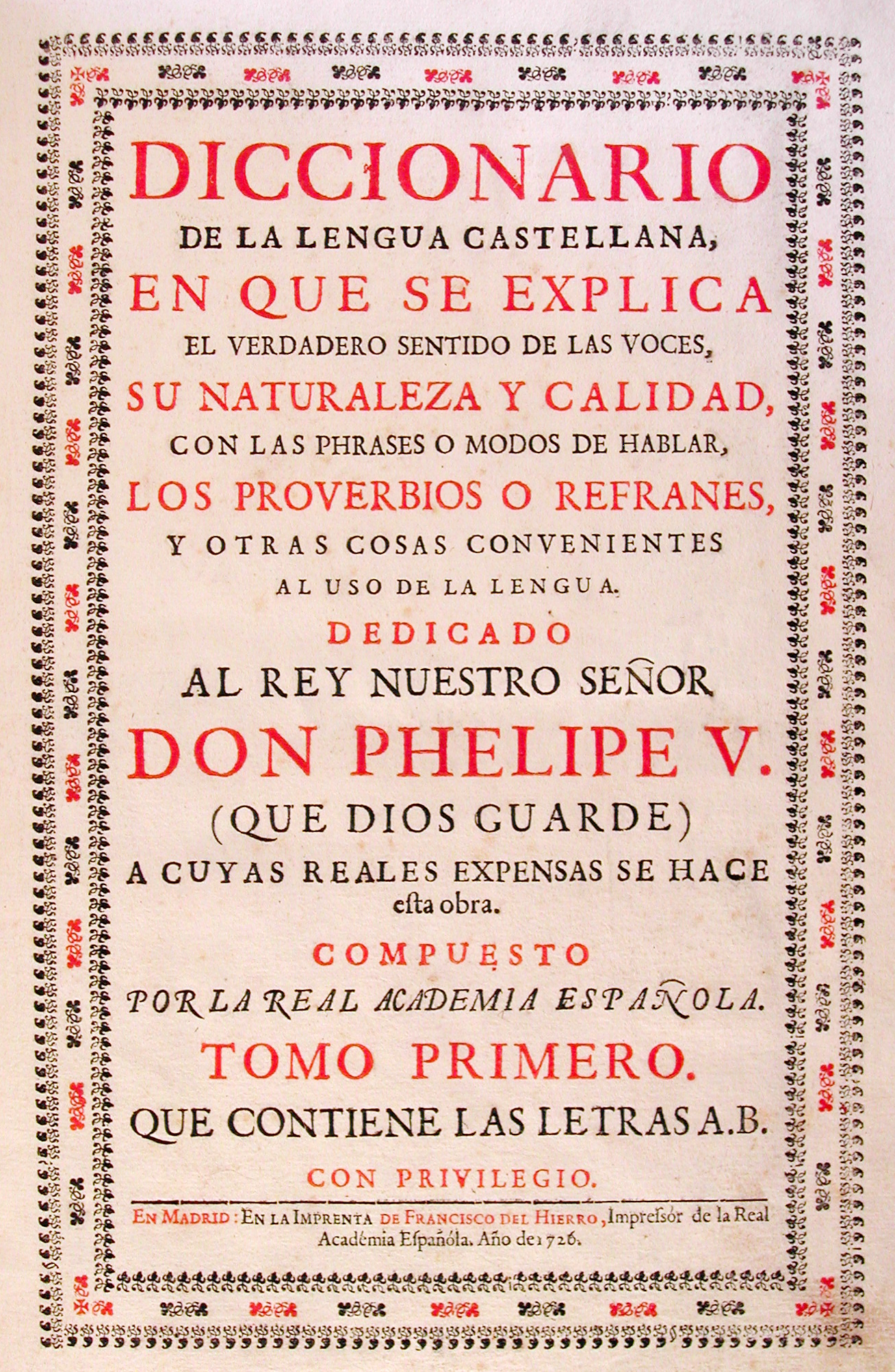
El llamado Diccionario de Autoridades de la Real Academia Española, impreso entre 1726 y 1739, fue un primer intento institucional de documentar el léxico del español tras los esfuerzos individuales de los humanistas castellanos del Siglo de Oro.

El léxico del español o castellano proviene principalmente del latín, al que se han ido añadiendo palabras de diversos orígenes, entre los que se destacan el léxico de origen griego, árabe, gótico, de lenguas romances, náhuatl, quechua, guaraní e inglés.
Aproximadamente un 94 % del español del uso diario proviene del latín. Además, como cualquier idioma, también tiene préstamos de otros idiomas con los cuales ha tenido contacto durante su historia.
De las lenguas prerromanas de la península (íbero, euskera, celta o tartesio) existen bastantes topónimos, algunas palabras (barro, perro, cama, gordo, nava) y algún antropónimo aislado, como Indalecio.
El asentamiento de pueblos germánicos como los visigodos, los vándalos o los suevos insertó bastantes nombres de pila (Enrique, Gonzalo, Rodrigo) y sus respectivos apellidos (Enríquez, González, Rodríguez), el sufijo -engo en palabras como realengo y vocabulario referente a la guerra como yelmo y espía.
Además, la ya mencionada época musulmana dio paso a la adopción de numerosos arabismos. En morfología, cabe apuntar que viene del árabe el sufijo -í de gentilismos tales como ceutí o israelí.
Durante el siglo XVI se introdujeron numerosos italianismos referentes a las artes, pero también gran número de palabras indígenas o americanismos, referentes a plantas, costumbres o fenómenos naturales propios de esas tierras, como
batata, papa, yuca, cacique, hamaca, huracán, cacao, chocolate;
procedentes del náhuatl, las lenguas mayenses, las lenguas arahuacas (primordialmente el taíno) y el quechua.
En el XVII entraron numerosos cultismos por influjo de la lengua gongorina o culterana. En el XVIII, galicismos o palabras tomadas del francés referentes sobre todo a la moda, la cocina y la burocracia:
puré,
tisú,
menú,
peluquín,
maniquí,
restorán/restaurante,
buró,
carné,
gala,
bricolaje.
En el XIX, se incorporaron nuevos préstamos, sobre todo del inglés y el alemán, aunque también del italiano en ámbitos referentes a la música, en particular la ópera (batuta, soprano, piano, radio), y la cocina. En el XX se acentuó muchísimo la presión del inglés en los campos de la tecnología, la informática, la ciencia y el deporte: set, penalti, fútbol, e-mail, Internet, software. Todos estos son conocidos como préstamos lingüísticos.
Sin embargo, la Real Academia Española ha hecho, durante estos últimos años, grandes esfuerzos para evitar el uso de estos vocablos proponiendo alternativas más acordes con la ortografía tradicional del español (entre otros muchos ejemplos: zum en lugar de zoom, correo electrónico en lugar de e-mail, fútbol en lugar de football…). Aunque la mayoría de estas iniciativas han ido calando en la sociedad, ciertas propuestas no han tenido demasiada acogida, a pesar de ser recomendadas por la RAE.
Por lo general, América es más susceptible a los préstamos del inglés o anglicismos (mouse, en España: «ratón»), debido en buena medida al contacto más cercano con Estados Unidos. Por su lado, España lo es a los galicismos o palabras tomadas de la vecina Francia (como el galicismo «ordenador» en el español de la península ibérica, en contraste con el anglicismo «computadora» o «computador» en el español americano).
Respecto a las lenguas eslavas, la mayoría de los préstamos proviene del idioma ruso. No obstante, también hay palabras en español que provienen del checo y del eslovaco. La mayoría de los préstamos del checo se asimilaron al español a partir de otros idiomas, como el francés y el inglés, con origen checo, como pistola o robot. No obstante, la mayor parte de las palabras provenientes del checo son sustantivos epónimos.

## Introducción
La mayor parte del léxico proviene de palabras heredadas (léxico patrimonial latino) o tomadas del latín (cultismos latinos). El léxico patrimonial latino proviene de las variedades lingüísticas o sociolectos usados en la comunicación coloquial, conocido usualmente como latín vulgar. Por otra parte los cultismos latinos, algo menos numerosos, proceden del latín culto; muchos de estos términos fueron introducidos durante la Edad Media y posteriormente el Renacimiento y la Edad Moderna sobre todo para neologismos y términos técnicos, aunque no exclusivamente. 
El latín vulgar es una variedad de latín menos arcaizante y resultado de numerosos cambios fonéticos y cambios morfológicos, que poco a poco dieron lugar a las lenguas romances (también llamadas lenguas románicas o neolatinas). El español en concreto es un idioma romance del grupo iberorromance, un grupo que incluía originalmente el castellano medieval, el asturleonés y el galaicoportugués (otros autores añaden a esta lista el navarro-aragonés y el catalán). Los tres primeros grupos se caracterizan por la retención de las vocales latinas finales átonas (que en aragonés y catalán frecuentemente caen).
A este núcleo original de léxico patrimonial latino se fueron agregando voces de orígenes históricos diversos que reflejan los antiguos contactos de los castellanohablantes con los hablantes de otros idiomas y los cambios históricos e influencias culturales de distintas épocas. Entre los siglos V y VIII se añadieron básicamente palabras del origen germánico (principalmente del gótico y algunos ejemplos del fráncico, en otra parte germanismos vía galicismo o francés). Con la conquista árabe entró un grupo muy numeroso de arabismos. A partir del siglo XV entra cierto número de préstamos restringidos, entre los que destacan los galicismos, los italianismos, los neologismos grecolatinos, los americanismos (de diversos orígenes náhuatl, quechua, caribe, etc.) y finalmente los anglicismos (estos últimos suelen ser de origen más reciente).

## Origen del léxico
El léxico del castellano está constituido por alrededor de un 75 % de palabras derivadas del latín, un 15 a 20 % derivadas del griego, un 8 % del árabe, un 3 % del gótico,  y un 9 % de palabras derivadas de distintas lenguas (como otras lenguas germánicas, persa vía árabe o amerindias como el quechua): [cita requerida]

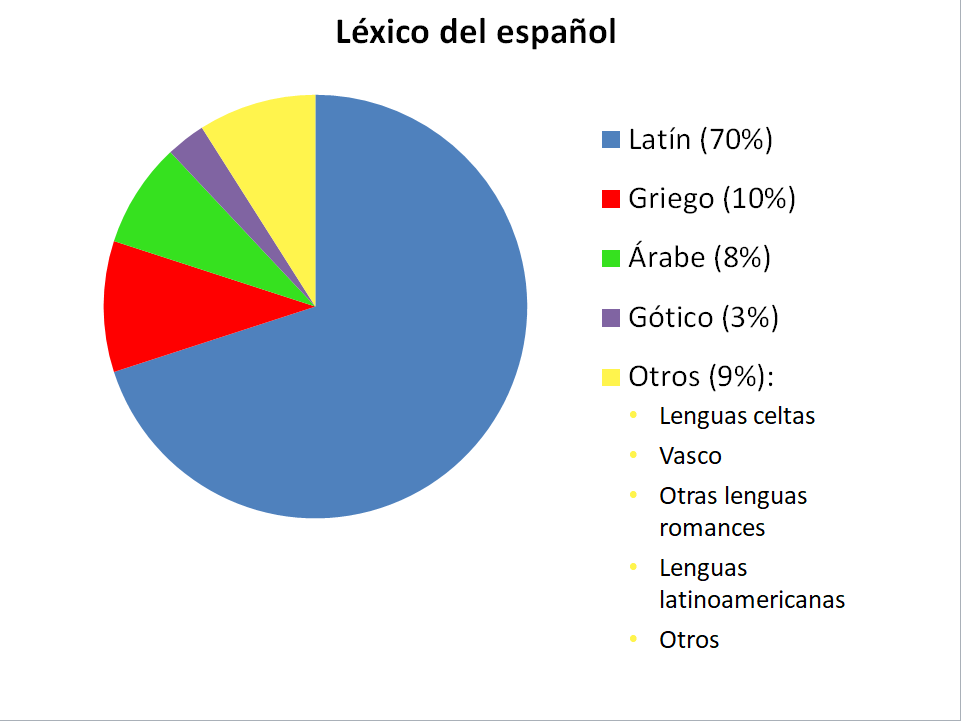
Gráfico de los orígenes de palabras españolas.

- Gráfico de los orígenes de palabras españolas.lenguas celtas: abedul, álamo, aliso, andamio, batir, berro, biezo, borona, braga, bregar, brenca, brezo, brizna, broza, camino, cárabo, cerveza, cogollo, légamo, losa, taladro, toza, vera, zoquete
- vasco: chabola, ganzúa, izquierda, pizarra, pacharán, chatarra...
- Otras lenguas romances peninsulares: catalán cantimplora, esquirol, mújol, crisol, perol, burdel, cordel, asturleonés riesgo, birria, congrio, columpio, cambiar, comba, cuelmo, nalga, belfo, carámbano, escobio, mostellar,[5] gallego y portugués mermelada, chato, chaveta, caramelo, pleamar, vieira, chubasco, chamizo, morriña, vigía, aragonés chepa, faja, pleito, glera o mozárabe: botica, corcho, ababol, albérchigo, cachuela, canuto, capacho, chícharo, chiquero, macho 'mazo', laurel, cauchil, jurel, burriel, burjaca.
- lenguas amerindias, como el maya (cenote <  tz'onot 'pozo', cigarro < siyar), el náhuatl (aguacate < ahuacatl 'testículo', petaca < petlacalli 'caja hecha de petate', malacate < malacatl 'huso', petate < petlatl 'estera', cacao, chocolate <  xoco-atl 'agua amarga',  tomate, coyote, cacahuate, chile,  etc.), el quechua (cancha, carpa, caucho, chirimoya, cóndor, pampa, papa, puma, quena), el aimara, el guaraní (ñandú, ananá, guaraná, tatú, yacaré) y el tupí (tapioca, jaguar, mandioca, tucán, tapir), lenguas antillanas como el caribe y el taíno (batata,  boniato, cacique, canoa, carey, caimán, caoba, barbacoa, colibrí, hamaca, huracán, guana, macuto, maraca, piragua, tabaco, tiburón, maní) y palabras de lenguas austronesias como el tagalo.

Junto a estas hay una notable aportación de préstamos léxicos del inglés, francés, italiano, portugués, alemán, hebreo, ruso, japonés y holandés, diversos afronegrismos y algunos vocablos del caló, entre otras.

### Léxico de origen latino
Latín
Alrededor de un 70 % de las palabras son de procedencia latina, si bien más del 85 % del vocabulario cotidiano del español tiene origen latino. Según su evolución hablamos de palabras patrimoniales, cultismos y semicultismos:
- Las palabras patrimoniales son las que se han adaptado fonética y gráficamente (filium > hijo; porta > puerta) mediante diversos cambios, sobre todo derivados de factores fónicos (la yod o elemento palatal, el wau o elemento gutural, sonorizaciones de consonantes mudas, diptongaciones de o breve tónica en ue y e breve tónica en ie; reducción del diasistema románico de siete vocales a cinco en el español, metaplasmos, etcétera), pero también morfológicos, como la desaparición del morfema de caso en favor del uso de preposiciones y diversas alteraciones del sistema de conjugación verbal, así como también de factores semánticos simples (polisemia, homonimia, paronimia, etcétera) o más complejos (etimología popular, eufemismo, etc.).
- Hay palabras del ámbito religioso que, al ser pronunciadas con cierto respeto, se han mantenido casi igual. Esto ha dado lugar a muchos cultismos (evangelium > evangelio).
- Los semicultismos han sufrido cambios fonéticos pero no los suficientes para ser palabras patrimoniales. Por ejemplo de virginem > virgen, habría resultado un patrimonial **verne. De regula  se obtiene un semicultismo regla y un patrimonial reja, de limpidus un semicultismo limpio y un patrimonial lindo, etc.
- Hay gran número de palabras que han seguido dos líneas de adaptación, los llamados dobletes, por ejemplo, estricto y estrecho, auscultar y escuchar, amplio y ancho, lucido y lucio, folio y hoja, lucro y logro,  concilio y concejo, expolio y despojo, exfoliar y deshojar, afiliar y ahijar, rótulo y rollo, laudar y loar, ligar y liar, límite y linde, defensa y dehesa, tenso y tieso, fémina y hembra, liberar y librar, laico y lego, docto y ducho, dictado y 'dechado', directo y derecho, delicado y delgado, íntegro y entero, minuto y menudo, ópera y obra, sólido y sueldo, pleno y lleno, plano y llano, clave y llave, computar y contar,  cátedra y cadera,  coágulo y cuajo, foco y fuego, fabrica y fragua, atemperar y templar, pacificar y apaciguar, santificar y santiguar, digital y dedal.

#### Palabras patrimoniales
La mayor parte del léxico castellano está formado por léxico patrimonial. Las palabras patrimoniales o directamente heredadas son aquellas cuya presencia en la lengua hablada ha sido continuada desde antes de la diferenciación de las lenguas romances. Las palabras patrimoniales se caracterizan por haber sufrido todos los cambios fonéticos experimentados por el idioma en general. Esto la diferencia de los cultismos y semicultismos dejados de usar en la lengua hablada y reintroducidos posteriormente para usos restringidos, debido a eso los cultismos generalmente no han experimentado algunos de los cambios fonéticos y presentan una forma diferente de la que presentaría si se hubieran transmitido con palabras patrimoniales.

### Préstamos de lenguas románicas
Italiano
Durante el Siglo de Oro, el mayor aporte de léxico que recibió el idioma fueron los italianismos. La mayor parte de las palabras relacionadas con la música y muchos términos relacionados con la literatura provienen de Italia (soneto, piano, batuta...), pero también hay otros que vienen de otras áreas: banca, bisoño etc.
Francés
Aunque hay algunos que se encuentran ya en la Edad Media (como la misma palabra español), durante el Grand Siècle del XVII y, sobre todo, con la Ilustración del XVIII y el establecimiento en esta época de la dinastía borbónica en España, se acomodan muchos galicismos de distinto tipo y casi todos agudos, aunque dominan los referidos a la moda (tisú, corsé, peluquín...), la gastronomía (bombón, fuagrás, restorán...) y la administración (buró, carnet). Incluso una palabra tan familiar como papa, que era llana en español, se pronunció a la francesa y se hizo aguda. Inversamente, algunos préstamos léxicos que hizo el español al francés, como olla podrida (pot pourri) regresaron al castellano como metáfora (popurrí).

### Préstamos de otras lenguas
Un préstamo léxico del español es una palabra usada en esta lengua, o alguna de sus variantes, que históricamente fue usada en otra con un sentido idéntico o semánticamente relacionado con cómo es usado el término en español. Los préstamos léxicos se pueden clasificar en cuatro tipos diferentes, basados en el grado de adaptación y necesidad de la palabra:
- Extranjerismos no adaptados. Son vocablos que no han sido asimilados o en pronunciación o en ortografía a los patrones normales del español, por ejemplo copyright [kopi'rajt], esto es, derecho de copia o de reproducción.
- Extranjerismos adaptados. Extranjerismos que se han adaptado a las reglas fónicas del castellano. Ej.: chalé, gol, croqueta, aparcar, yogur.
- Xenismos. Extranjerismos que hacen referencia a una realidad o cultura ajena o extraña a las hispánicas y que apenas se adaptan. Ej.: strip-tease, lord, samurái, sir, burka, ayatolá, talibán, yihad, sari, troika, ikebana, origami, bonsái, feng-sui...
- Calcos semánticos, que copian la estructura de la palabra original traduciéndola y recreándola mediante raíces y morfemas nativos, por ejemplo, rasca.cielos < en inglés, sky.scraper; balompié < football; jardín infantil < kinder.garden, etc.

La mayor parte de los libros de estilo critican el mal uso que se hace en los medios de estos calcos semánticos. Los periodistas se escudan en la exigencia de inmediatez de la noticia; pero aun así todavía se escucha sofisticado habiendo vocablos sinónimos como moderno, refinado, avanzado, adelantado, evolucionado... Sin embargo, también los calcos semánticos pueden poner en peligro a una lengua al desfigurar sus palabras. En el estado actual de las lenguas, en especial el español, el uso es el que decanta las formas correctas de usar los extranjerismos.

## Cronología de los préstamos
La historia del idioma español refleja en gran medida la historia de sus hablantes. Así puede establecerse una relación casi directa entre el origen de los préstamos y su cronología:
- En la primera etapa (del protorromance al proto-castellano), la mayor parte de préstamos proceden de lenguas germánicas, fundamentalmente del gótico en su variedad visigótica. Estos préstamos incluyen numerosos verbos, nombres de colores, etc.
- En una segunda etapa, que coexiste con la aparición de los primeros textos escritos en castellano medieval se produce un influjo importante de léxico procedente del árabe, básicamente relacionado con innovaciones tecnológicas.
- También durante la Edad Media aparecen cierto número de préstamos procedentes del francés, el occitano y el portugués principalmente.
- Con la expansión del castellano fuera de Europa y la formación del imperio español el número de préstamos, especialmente en lo referente a plantas, animales exóticos y también algunos productos comerciales, se dan préstamos de numerosas lenguas americanas y de Asia.

### Sustrato lingüístico
Una buena parte de las palabras de origen no latino proceden no de préstamos léxicos directos al español, sino de préstamos muy antiguos al latín peninsular. Entonces, si bien dichas palabras no eran usadas comúnmente en el latín de otras regiones, sí debieron serlo en el latín hablado en la península ibérica. Estos préstamos se agrupan comúnmente por su origen filogenético y proceden de al menos tres fuentes identificables: el íbero, las lenguas hispanoceltas, el euskera, etc. A estas podrían añadirse otras lenguas paleohispánicas pero no conocemos adecuadamente su léxico para saber el origen preciso de determinadas palabra prerromanas, diferentes del euskera y el hispanocéltico.
En español hay bastantes palabras de origen desconocido, como perro (quizá voz natural por onomatopeya), álamo, barro, gordo, algún antropónimo como Indalecio, palabras que se cree que provienen de lenguas prerrománicas. Algunas de ellas pueden tener origen vasco, como algunos topónimos (Aranjuez, etc.), que en realidad pueden haberse transmitido a través del íbero, idioma quizá emparentado.

### Préstamos germánicos (gótico)
El vocabulario de origen germánico antiguo, más específicamente visigótico, consta básicamente de términos bélicos (guardia, yelmo, espuela, guerra...), colores (blanco), el sufijo -eng, en nombres propios estas lenguas germánicas tuvieron mayor magnitud de préstamos (Ricardo, Alberto, Rodrigo, Guzmán, Alvarado, Guerra o Guerrero, Estrada, etc.).

### Préstamos del árabe
Encontramos palabras de origen árabe en todos los campos (alcalde, almohada) y como fue una lengua de superestrato y de cultura, se usó como intermediaria en la traducción de textos científicos y técnicos, lo que ha dado lugar a gran número de tecnicismos de cuna agarena (algoritmo, logaritmo, cenit, nadir, azimut...). Además hay muchos topónimos de origen árabe (Guadiana, Guadalquivir, Alhambra, Albacete, Almadén, Algeciras...) y no pocos antropónimos (Guadalupe, Fátima, Almudena, Ismael...). Morfológicamente aportaron el sufijo -í (andalusí, ceutí).

### Americanismos
Tras el descubrimiento de América se incluyeron muchos términos procedentes de las lenguas indígenas que describían especies, objetos, costumbres o fenómenos que no se daban en Europa: tomate, cacao, tabaco, maíz, ceiba, hule, canoa, hamaca, huracán... De lejos la mayoría de los que tienen uso general proceden de los primeros idiomas indígenas con los que se toparon los españoles, las antillanas (caribe, taíno), y algo menos de otras del continente, como el náhuatl y el quechua, aunque también abundan términos procedentes de otras lenguas arahuacas, lenguas tupí-guaraní y lenguas africanas que aportaron no pocos afronegrismos.

### Préstamos de lenguas europeas
Inglés
Durante el siglo XIX, con la Revolución industrial y el Romanticismo, empiezan a llegar los primeros anglicismos o palabras del inglés. Larra y Espronceda introdujeron términos como revólver, club y spleen. Pero es a partir de la II Guerra Mundial cuando se produce la gran irrupción de anglicismos en general (bar, living, lunch, bacon, parking, panties, okey, bye, estándar, wáter, hippie... ) y tecnicismos en particular (burnout, lifting), sobre todo en tres áreas concretas: 
- Economía (trust, stock, holding, dumping, crack...)
- Tecnología (escanear, hardware, e-mail, router, feedback, spin, spray, walkman...)
- Ocio, espectáculos y deportes: best-seller, thriller, strip-tease, star system, beat, trailer, travelling, golf, tennis, set, eagle, single, hobby, show, miss, rock and roll, cool, drive, reality, top less...).

Francés
Boutique, tupé, balón, chaqué, balet.

## Cambios léxicos
El léxico de una lengua está en continuo estado de transformación por tres poderosas razones:
1. Por desaparición de palabras: Hay palabras que desaparecen del uso por hacer referencia a realidades, acciones o costumbres ya perdidas, u objetos obsoletos: Corregidor, aventar, bacín...
2. Por creación de nuevas palabras o neologismos: Son muchas las palabras que surgen para designar nuevas realidades y nuevas formas de actuar: Chatear, friki, wiki...
3. Por cambios semánticos o de significado: Son muchos los casos de palabras que adquieren nuevos significados, desplazando en ocasiones a los anteriores: Ratón, digital (informática)...